# Герб Акнистского края
Герб А́книстского края — официальный символ Акнистского края, одного из краёв Латвии. Утверждён 7 января 2011 года.

## Описание и символика
В пурпурном поле золотая голова оленя, в серебряной главе щита три соединённых зелёных кольца.
Голова оленя взята из герба города Акнисте — административного центра края. Три кольца символизируют волости края — Акнистскую, Асарскую и Гарсенскую; мотив соединённых колец взят из родового герба баронов Будберг, бывших владетелей поместья Гарсене. Червлёный, серебряный и зелёный цвета напоминают о флаге Селии и символизируют принадлежность края к этой исторической области.

## История
Советом Акнистского края с 1 марта по 1 апреля 2010 года проводился конкурс по созданию герба, на который художником Владимирсом Ладусансом было представлено несколько эскизов. В ходе конкурса было отобрано два варианта герба, которые были переданы в Геральдическую комиссию при президенте. В результате был выбран проект, в основу которого был положен герб города Акнисте, с тем различием, что золотая голова оленя была помещена в пурпурное, а не зелёное поле, и вместо серебряного пояса в чёрной главе была изображена серебряная глава с тремя зелёными переплетёнными кольцами.